# Koloradizaur
Koloradizaur (Coloradisaurus brevis) – roślinożerny prozauropod z nadrodziny plateozaurów (Plateosauria).
Nazwa pochodzi od gór Los Colorados w Argentynie, gdzie go znaleziono.
Żył w okresie późnego triasu (ok. 221-210 mln lat temu) na terenach Ameryki Południowej. Długość ciała do 3-4 m. Jego szczątki znaleziono w Argentynie.
Przypuszcza się, że młode, świeżo wyklute osobniki, które zaliczono do rodzaju muszaur, mogły być w istocie koloradizaurami.